# جيمس براون (لاعب كرة قدم بريطاني)
جيمس براون (بالإنجليزية: James Brown)‏ (3 يناير 1987 في المملكة المتحدة - ) هو لاعب كرة قدم بريطاني في مركز الهجوم. لعب مع نادي هارتلبول يونايتد وويتبي تاون ‏ ونادي غيتزهد.

## وصلات خارجية
- جيمس براون (لاعب كرة قدم بريطاني) على موقع قاعدة بيانات كرة القدم.إي يو (الإنجليزية)
- جيمس براون (لاعب كرة قدم بريطاني) على موقع Soccerbase.com (لاعب) (الإنجليزية)